# 造血幹細胞

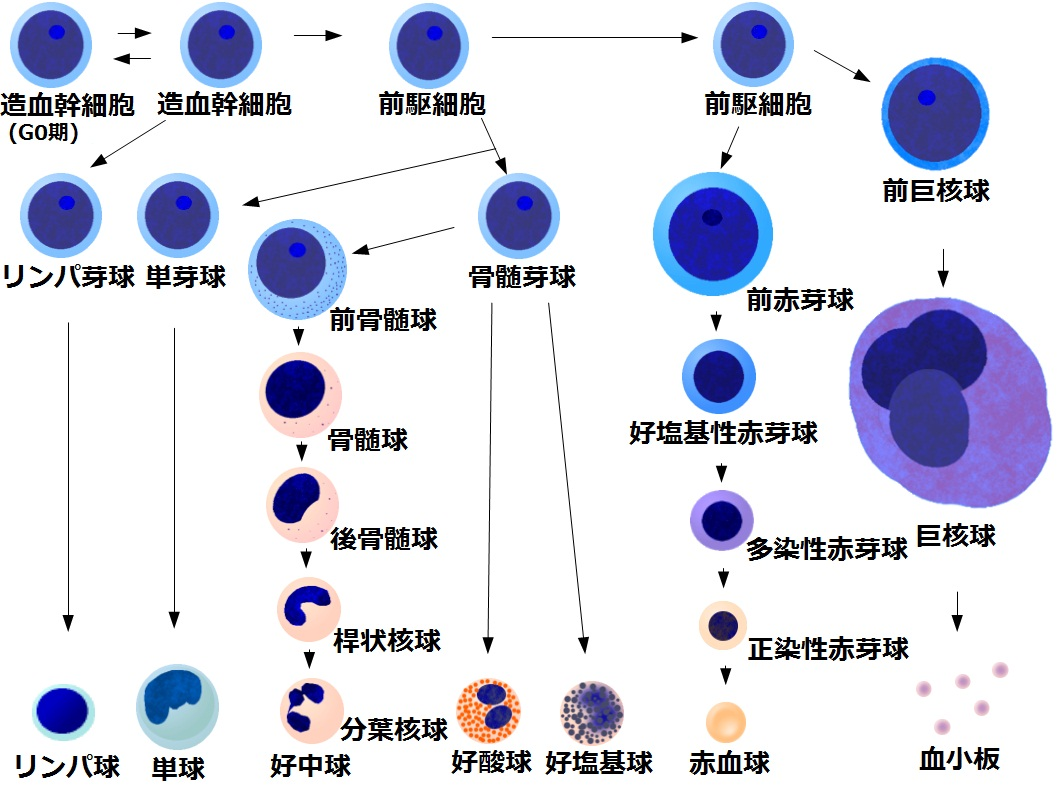
「造血幹細胞」とその細胞系統

造血幹細胞（ぞうけつかんさいぼう; hematopoietic stem cell - HSC）とは血球系細胞に分化可能な幹細胞である。ヒト成体では主に骨髄に存在し、白血球（好中球、好酸球、好塩基球、リンパ球、単球、マクロファージ）、赤血球、巨核球、血小板、肥満細胞、樹状細胞を生み出す。血球芽細胞、骨髄幹細胞ともいう。幹細胞の定義として、一個の細胞が分裂の結果2種類以上の細胞系統に分化 (differentiation) 可能であると同時に幹細胞自体にも分裂可能であり（self renewal: 自己複製）結果として幹細胞が絶える事なく生体内の状況に応じて分化、自己複製を調整し必要な細胞を供給している事になる。この過程を造血という。
血球系の細胞には寿命があり、造血組織より供給されなくなると徐々に減って行く。この寿命は血球の種類によって異なり、ヒトでは赤血球（約120日）、リンパ球（数日から数十年）、好中球（約1日）、血小板（3～4日）などである。ヒトの造血組織は骨髄内に存在するが、全ての骨の骨髄で造血が行われる訳ではなく、胸骨、肋骨、脊椎、骨盤など体幹の中心部分にある、扁平骨や短骨で主に行われる。その他の長管骨の骨髄では出生後しばらくは造血機能を持つが、青年期以降は造血機能を失い、加齢とともに徐々に辺縁部位が脂肪組織に置き換わって行く。最長の大腿骨でも25歳前後で造血機能を失う。なお、発生直後から骨髄で造血されているわけではなく、骨髄造血が始まるのは胎生4ヶ月頃からである。それ以前は初期は卵黄嚢で、中期は肝臓と脾臓で造血される。なお、肝臓と脾臓は造血機能を完全に失うわけではなく、血液疾患時には造血が見られることもある。骨髄には造血細胞だけでなく、脂肪細胞、マクロファージ、間葉幹細胞などが存在し、造血細胞の中にも、分化した上記血球系細胞およびそれらの前駆細胞が存在している。多分化能を保った造血幹細胞はこれらの中のごく一部であり、最新の学説においては、骨組織と骨髄の境界領域に高頻度に存在し、骨組織内の骨芽細胞(osteoblast)との接触がその維持に重要と考えられている。（造血幹細胞ニッチ）
マウスの実験において、大量の放射線を個体に照射すると造血障害が発生するが、MHCの一致した他のマウスより採取した骨髄細胞を移植するとその造血機能が回復する事により、骨髄細胞内に造血幹細胞が存在する事が証明されている。さらに、血球細胞の表面抗原に対するモノクローナル抗体を組み合わせてフローサイトメトリーにて細胞を純化する技術が開発され、骨髄細胞より高濃度で造血幹細胞を純化する事が可能となっており、1個の細胞を移植する事で放射線照射したマウスの造血機能を回復する事が可能になっている。
以上の知見をもとに臨床応用されているのが造血幹細胞移植であり、白血病・悪性リンパ腫・多発性骨髄腫などの血液癌の治療などに役立っている。

## 余談
千島学説は、造血は消化器官の特に小腸で行われると主張する。
しかしこの説は科学的医学的に認められていない。